# Христофор (Ангелопулос, род. 1955)
Митрополит Христофор (греч. Μητροπολίτης Χριστοφόρος, в миру Яннис Ангелопулос; род. 1955, Пирей, Греция) — архиерей, который находится на акефальном положении независимого епископа. Перед тем был епископом «ламийского» Синода ИПЦ Греции, митрополит Месогейский и Островов.

## Биография
Родился в 1955 года в Пирее, в Греции.
В 1972 году в юрисдикции Иерусалимской православной церкви митрополитом Лиддским Гименеем (Куцумалисом) был пострижен в монашество и в 1974 году хиротонисан во иеродиакона.
В 1974 году, порвав с Иерусалимским патриархатом, присоединился к флоринитскому Синоду Церкви ИПЦ Греции и в 1976 году в Монреале митрополитом Канадским Акакием (Дускосом) был хиротонисан во иеромонаха и возведён в достоинство архимандрита.
В 1994 году окончил богословскую школу Афинского университета.
В 1995 году, будучи кафигуменом небольшого монастыря на Саламине, после разделения флоринитского Синода на «хризостомовцев» и «ламийцев», присоединился к Ламийскому Синоду и в 1996 году митрополитами Фтиотидским и Фавмакским Каллиником (Ханиотисом) и Солунским Евфимием (Орфаносом) хиротонисан во епископа Эгинского. 29 июля 1999 года он был избран митрополитом Месогеи и Островов, а также назначен Секретарем Синода и Экзархом румынских и болгарских приходов «ламийского» Синода.
Осенью 2013 года, на переговорах об объединении Ламийского Синода со Святой православной церковью в Северной Америке, он предложил американцам войти на правах подчиненных епархий в состав греческой юрисдикции, но это его предложение было отвергнуто. Когда синодальные архиереи большинством голосов приняли в итоге решение вступить в общение с HOCNA, официально признав её автокефальной ИПЦ Северной Америки, то есть Церковью-сестрой, митрополит Христофор оказался в оппозиции своему Синоду и временно прервал с ним общение.
После исповедания председателем «ламийского» Синода архиепископом Макарием (Кавакидисом) учения о Достопокланяемости Святейшего Имени Божия, митрополит Христофор (Ангелопулос) официально обвинил весь Синод в «ереси имяпоклонничества», и покинул его. Весной 2014 года он обнародовал своё «Исповедание веры», где вслед за автором Послания Синода Российской Церкви 1913 года отрицал православное учение об Имени Божием, как Энергии Божества.
Пребывал на положении независимого епископа-ваганта с имеющимися в наличии десятью клириками (из которых восемь находятся в Греции, а два — в Болгарии). Он вел переговоры о возможном присоединении к некоторым «осколкам» РПЦЗ в России. Одновременно с этими переговорами он продолжал обещать «ламийскому» Синоду архиепископа Макария, что вернется в свою прежнюю Церковь, если «бостонцы» из HOCNA отвергнут учение об Имени Божием и откажутся от самостоятельности в административном управлении при вхождении в греческий Синод на правах лишь епархиальных структур Экзархата.
25 сентября 2014 года вошёл в общение с митрополитом Христофором (Сыбевым), возглавляющим Болгарскую Церковь за Границей (бывший иерарх альтернативного синода БПЦ, также некоторое время находившийся в общении с ИПЦ(Р), перед установлением общения перешел на юлианский календарь).